# Félice Jankell
Anna Félice Hildegard Jankell (24 februari 1992) is een Zweeds actrice.

## Biografie
Félice Jankell werd in 1992 geboren als Anna Félice Hildegard Jankell en is de dochter van acteur, muzikant en regisseur Thorsten Flinck en radiopresentator Annika Jankell en de oudere zus van actrice Happy Jankell.
Jankell debuteerde op 13-jarige leeftijd in 2005 in de speelfilm Percy, Buffalo Bill och jag, gebaseerd op het gelijknamige boek van Ulf Stark. In 2006 speelde ze de rol van Esther in de televisieserie Världarnas bok. In 2015 speelde Jankell in vier films, Från djupet av mitt hjärta en de kortfilms Fast en Alenade en de hoofdrol in de film Unga Sophie Bell waarvoor ze genomineerd werd voor de Guldbagge voor beste vrouwelijke hoofdrol en voor de Rising Star Award op het filmfestival van Stockholm. In de kerstperiode 2017 speelde Jankell de rol van Fiona in de tv-serie Jakten på tidskristallen, uitgezonden in het kader van de jaarlijks terugkerende Julkalender op SVT.

## Filmografie
- 2018: Svart Cirkel (Black Circle)
- 2017: Jakten på tidskristallen (tv-serie, Julkalender)
- 2017: Syrror (tv-serie)
- 2015: En delad värld (tv-serie)
- 2015: 100 Code (tv-serie)
- 2014: Unga Sophie Bell
- 2014: Från djupet av mitt hjärta
- 2006: Världarnas bok (tv-serie)
- 2005: Percy, Buffalo Bill och jag

## Theater
- 2013: Fanny och Alexander van Ingmar Bergman (Dramaten)[3]

## Prijzen en nominaties
De belangrijkste:
| Jaar | Prijs     | Categorie                  | Film             | Uitslag     |
| ---- | --------- | -------------------------- | ---------------- | ----------- |
| 2016 | Guldbagge | Beste vrouwelijke hoofdrol | Unga Sophie Bell | Genomineerd |